# Fundació Akwaba
La Fundació Akwaba és una organització sense afany de lucre, fundada l'any 1992 al barri de la Torrassa de la ciutat de l'Hospitalet de Llobregat, que vetlla per la diversitat d'origen i dona a conèixer diferents cultures que conviuen en el seu entorn urbà. Es va implicar des dels seus inicis en denúncies globals contra situacions que, en la seva arrel, acaben provocant desigualtats al quart món, com les secundades a través del Fòrum Social Europeu per la condonació del deute exterior.
Algunes de les seves iniciatives s'emmarquen en la integració social de la població immigrant, sent un dels punts de la xarxa del projecte Òmnia, que permet a col·lectius amb risc d'exclusió accedir a la informàtica per reforçar els seus estudis o trobar feina, un projecte promogut i finançat per la Generalitat de Catalunya. És part de la xarxa local Anadromes per a la inclusió social i laboral, junt amb onze entitats més.
Ha fet cursos de llengua i cultura àrabs per facilitar la trobada de cultures com a forma de lluitar contra el racisme i la xenofòbia. El 1999 ja portava també cinc edicions col·laborant en l'organització de la Festa de la Diversitat al barri de la Torrassa de l'Hospitalet de Llobregat, en la que participaven més de 50 ONG i per la que hi passaven milers de persones. També ha col·laborat amb instituts de secundària fomentant activitats com Ni uniformes ni etiquetes: per una escola i un món intercultural i amb equitat de gènere. Ha publicat diverses eines i recursos educatius com #desfemlesdesigualtats: aprenentatge creatiu per una ciutadania global (2016), Com vivim? Convivint: per una escola i un món sostenible i de pau (Barcelona, 2019), FEM ECO: connectem el gènere i el medi ambient a l’escola i al món (2021).